# Discobotellina
Discobotellina es un género de foraminífero bentónico de la subfamilia Oryctoderminae, de la familia Crithioninidae, de la superfamilia Saccamminoidea, del suborden Saccamminina y del orden Astrorhizida. Su especie tipo es Discobotellina biperforata. Su rango cronoestratigráfico abarca el Holoceno.

## Discusión
Clasificaciones previas incluían Discobotellina en la familia Hemisphaeramminidae de la superfamilia Astrorhizoidea, así como en el suborden Textulariina del orden Textulariida.

## Clasificación
Discobotellina incluye a las siguientes especies:
- Discobotellina biperforata